# 周绍濂
周绍濂（？—？），浙江鄞县（浙江宁波）人，清朝政治人物。举人出身。
周绍濂曾于1862年接替何焕组任华亭县知县一职，1863年由白菡接任。